# 山梨県立あけぼの支援学校
山梨県立あけぼの支援学校（やまなしけんりつ あけぼのしえんがっこう）は、山梨県韮崎市に所在する、山梨県立あけぼの医療福祉センターに隣接した、肢体不自由特別支援学校である。小学部・中学部・高等部を設置している。

## 概要
本校では、通学支援としてスクールバスを運行している。通学区域は韮崎市、南アルプス市、北杜市のほか、山梨県立あけぼの医療福祉センターで加療中の児童・生徒も対象としている。
韮崎市立甘利小学校、富士川町立増穂南小学校、韮崎市立韮崎西中学校、甲府市立甲府商業高等学校、日本航空高等学校、山梨県立韮崎工業高等学校と学校間交流を行っている。

## 児童・生徒数
- 45名（令和7年度）[4]

## 沿革
- 1958年12月 - 肢体不自由児療育施設あけぼの学園（50床）として開設[5]。
- 1959年1月 - 園内教育を開始。甲府市教育委員会より教諭2名派遣。
- 1959年4月 - 甲府市立北新小学校より教諭3名、甲府市立北中学校より教諭2名派遣。小学部は複式編成、中学部は複々式編成で、北新小学校の分教室として開設。
- 1963年4月 - 山梨県立盲学校内に山梨県立養護学校が開校。同時にあけぼの学園内に山梨県立養護学校あけぼの分校が開校。
- 1973年4月 - 高等部別科（2年課程）を新設。
- 1974年4月 - 山梨県立あけぼの養護学校として独立。あけぼの医療福祉センターと併設方式をとる。
- 1974年12月 - 重度棟・小学部棟・中高等部棟・管理棟が落成し、現在地へ移転。開校式・校旗樹立・校歌制定発表。
- 1975年4月 - 高等部普通科（3年制）を設置。
- 1977年3月 - 体育館落成。
- 1980年3月 - 特別教室棟落成。
- 1985年3月 - 新校舎（現在の6号館）落成。
- 2004年12月 - 大規模改修工事着工。
- 2005年11月 - 食堂棟落成。
- 2006年3月 - プール棟落成。
- 2006年9月 - あけぼの医療福祉センターとの併設方式を隣接方式へ変更。スクールバス1台を設置。大規模改修工事完成披露式を実施。
- 2007年4月 - 校名が「山梨県立あけぼの養護学校」から「山梨県立あけぼの支援学校」に変更。
- 2014年1月 - 中型スクールバスを導入し、2台体制となる。
- 2017年4月 - 2学期制を導入。

## 歴代校長一覧
| 代   | 氏名        | 就任日       | 退任日        |
| ---- | ----------- | ------------ | ------------- |
| 初代 | 河西 鉄之助 | 1974年4月1日 | 1977年3月31日 |
| 2代  | 米山 栄     | 1977年4月1日 | 1979年3月31日 |
| 3代  | 坂本 通安   | 1979年4月1日 | 1982年3月31日 |
| 4代  | 土屋 丑男   | 1982年4月1日 | 1985年3月31日 |
| 5代  | 森川 映     | 1985年4月1日 | 1986年3月31日 |
| 6代  | 鈴木 治範   | 1986年4月1日 | 1990年3月31日 |
| 7代  | 跡部 義幸   | 1990年4月1日 | 1991年3月31日 |
| 8代  | 増村 栄治   | 1991年4月1日 | 1994年3月31日 |
| 9代  | 天野 進     | 1994年4月1日 | 1996年3月31日 |
| 10代 | 木藤 勇興   | 1996年4月1日 | 1997年3月31日 |
| 11代 | 内藤 利信   | 1997年4月1日 | 1999年3月31日 |
| 12代 | 平嶋 寛策   | 1999年4月1日 | 2002年3月31日 |
| 13代 | 坂本 洋     | 2002年4月1日 | 2004年3月31日 |
| 14代 | 浅川 節子   | 2004年4月1日 | 2007年3月31日 |
| 15代 | 保坂 博文   | 2007年4月1日 | 2009年3月31日 |
| 16代 | 佐々木 宏夫 | 2009年4月1日 | 2012年3月31日 |
| 17代 | 石原 学     | 2012年4月1日 | 2014年3月31日 |
| 18代 | 雨宮 貴雄   | 2014年4月1日 | 2018年3月31日 |
| 19代 | 佐田 弘和   | 2018年4月1日 | 2021年3月31日 |
| 20代 | 小田切 一博 | 2021年4月1日 | 2023年3月31日 |
| 21代 | 相山 洋幸   | 2023年4月1日 | -             |

## 所在地
〒407-0046　山梨県韮崎市旭町上條南割3251-1

## 周辺施設
- 山梨県立北病院
- 山梨県立わかば支援学校（知的障害教育校）

## アクセス
- JR中央本線「甲府駅」より山梨交通バス御勅使行きに乗車、「御勅使」下車
- JR中央本線「韮崎駅」より市民バス社会福祉村行きに乗車、「社会福祉村」下車